# Arco Arena
Arco Arena – promocyjny singel wydany przez zespół Cake w roku 2001, promujący album Comfort Eagle. Na longplayu piosenka jest jedynie w wersji instrumentalnej, jednak na singlu dodany jest wokal.

## Spis utworów
1. "Arco Arena" (Vocal Version) – 2:10